# Neometra xenocladia
Neometra xenocladia is een haarster uit de familie Calometridae.
De wetenschappelijke naam van de soort werd in 2000 gepubliceerd door Charles G. Messing.